# Limenitis mesentina
Limenitis mesentina är en fjärilsart som beskrevs av Pieter Cramer 1779. Limenitis mesentina ingår i släktet Limenitis och familjen praktfjärilar. Inga underarter finns listade i Catalogue of Life.